# 間諜船
间谍船是一種專門用來收集情报的輪船。间谍船通常由一国政府派出，间谍船成本較高且船上安裝了声纳无线电竊聽设备。間諜船通常是一國海军中的一艘船隻，但也可能由情报机构直接控制。間諜船通常是改装的民用货船或相似的船只，因為這樣可以便於偽裝。